# Laserdance
Laserdance, även Laser Dance, är en nederländsk syntmusikgrupp. Gruppen bildades 1983 av de två nederländarna Michiel van der Kuy och Erik van Vliet. Deras sista gemensamma album kom 1995, men 2000 släppte van Vliet själv albumet Strikes Back under namnet Laserdance.

## Diskografi

### Album
- 1987 – Future Generation
- 1988 – Around the Planet
- 1988 – Megamix Vol. 1
- 1989 – Discovery Trip
- 1989 – Megamix Vol. 2
- 1990 – Changing Times
- 1990 – Megamix Vol. 3
- 1991 – Ambiente
- 1991 – Megamix Vol. 4
- 1991 – The Maxi-CD Collection
- 1992 – Technological Mind
- 1992 – The Best of Laserdance
- 1993 – Hypermagic
- 1994 – Fire On Earth
- 1994 – Orchestra Vol. 1
- 1994 – Orchestra Vol. 2
- 1995 – The Guardian of Forever
- 2000 – Strikes Back
- 2016 - Force Of Order
- 2018 - Trance Space Express
- 2024 - Mission Hyperdrive

### Singlar
- 1984 – Goody’s Return
- 1984 – Laserdance
- 1986 – Humanoid Invasion
- 1987 – Battle Cry / Fear
- 1987 – Power Run
- 1988 – Laserdance (’88 Remix)
- 1988 – Shotgun (Into the Night)
- 1989 – Cosmo Tron
- 1990 – The Challenge
- 1992 – Technoid